# 孝妇河
孝妇河，古称泷水，是位于中国山东省的一条河流。

## 概况
发源于淄博市博山城东南岱庄东北峪，蜿蜒西流，至博山城南神头转而北流，至淄川城南，蟠阳河东来注入。蟠阳河发源于淄川区东南薛家峪东南，西北流由右岸注入孝妇河。河长26公里，流域面积141.1平方公里。孝妇河又北流，至淄博市张店区河崖头西，范阳河南来注入。范阳河发源于淄博市博山区大峪口，北流由左岸注入孝妇河，河长46公里，流域面积344.4平方公里。孝妇河折而西北流，至邹平吕庄闸分为两股：一股是1951年开挖的胜利河，北流入小清河；另一股为老河道，东北流，在邹平焦家桥折向东流，在桓台周家东穿过麻大湖，又东流，于博兴县傅家桥东过义和闸入小清河。孝妇河长135.9公里，流域面积1733平方公里，河道平均比降1.8/1000。